# Giorno di ghiaccio
In meteorologia, un giorno di ghiaccio è un giorno nel quale la temperatura massima rilevata sia uguale o inferiore agli 0 °C. I giorni di ghiaccio sono anche detti giorni senza disgelo poiché appunto è impossibile che il ghiaccio formatosi o la neve caduta possano sciogliersi. Non si confonda un giorno di ghiaccio con un giorno di gelo: con quest'ultimo termine s'intende infatti un qualsiasi giorno in cui viene registrata una temperatura minima pari o inferiore a 0 °C, che comunque, durante il giorno, aumenta e supera lo zero.
Una sequenza di giorni di ghiaccio può provocare notevoli accumuli di ghiaccio sulle piante, che, se non sono coperte da uno spesso strato di neve isolante, possono rimanere danneggiate.

## In Italia
La frequenza dei giorni di ghiaccio in Italia è fortemente determinata sia dalla latitudine che dalla quota. Sopra i 3000 metri di quota in zona alpina è normale che in estate si verifichi qualche giorno di ghiaccio, mentre in inverno i giorni di ghiaccio sono la regola e contribuiscono ad accumulare e mantenere le coltri di neve e ghiaccio sulle vette. Tra 2000 e 3000 metri i giorni di ghiaccio sono rari in estate e la regola in inverno. Nelle zone abitate situate tra 500 e 2000 metri la frequenza dei giorni di ghiaccio è determinata, oltre che da latitudine e quota, anche dalla conformazione orografica e dall'esposizione delle valli.
A quote basse, i giorni di ghiaccio sono rarissimi a sudovest degli Appennini e rari anche nelle pianure settentrionali. Nella Pianura Padana occidentale in inverno e in particolari condizioni di scarsità di vento e nebbia, un consistente accumulo di aria gelida nei bassi strati può dare origine a un giorno di ghiaccio. Nella Pianura veneto-friulana tale situazione è resa estremamente rara dal fenomeno delle brezze. Infine, rilevanti avvezioni fredde di aria artico-continentale, possono indurre alcuni giorni di ghiaccio consecutivi in tutte le pianure settentrionali e nelle città costiere dell'Alto Adriatico in quanto esposte al vento di Bora.

## In Europa
I giorni di ghiaccio sono rari in Europa Occidentale e diventano sempre più frequenti a mano a mano che ci allontana dal mare. Per esempio, sono rari in Inghilterra e Irlanda e relativamente più frequenti sugli altopiani della Spagna centrale e nella Francia non marittima. Sono frequenti d'inverno in Germania meridionale e orientale, in Austria, nei Balcani, in Scandinavia (ma non nella Norvegia costiera) e, più in generale, in tutta l'Europa centro-orientale. Indicativamente, la frequenza dei giorni di ghiaccio aumenta più ci si spinge verso Nord e verso Est.